# Jože Urbanija (teolog)
Jože Urbanija, slovenski teolog, informatik in bibliotekar, * Škrjančevo pri Radomljah 15. marec 1941 .

## Življenje in delo
Diplomiral je leta 1971 na Teološki fakulteti v Ljubljani. Podiplomski študij je vpisal na Univerzi v Zagrebu in leta 1984 magistriral iz informacijskih znanosti – smer bibliotekarstvo. Doktoriral je leta 1995 na Filozofski fakulteti v Ljubljani iz smeri bibliotekarskih znanosti in sicer kot prvi doktor na doktorskem programu Oddelka za bibliotekarstvo. Pripravil je disertacijo z naslovom Strokovni in družbeni položaj knjižničarjev v razvoju knjižničarstva in v njegovi sodobni funkciji. Do leta 2004 je bil zaposlen na Oddelku za bibliotekarstvo, informacijsko znanost in knjigarstvo kot docent in se je s tem nazivom tudi upokojil .
V letih 1975-87 je bil vodja knjižnice in INDOK centra na Visoki šoli za organizacijo dela v Kranju. Od leta 1987 do leta 1992 je vodil knjižnico na Visoki šoli za socialno delo v Ljubljani. Ukvarjal se s teorijo bibliotekarske stroke, organiziranostjo in delovanjem knjižnic in knjižničarstva. Na Oddelku za bibliotekarstvo Filozofske fakultete (FF) Univerze v Ljubljani se je redno zaposlil decembra leta 1992. Predaval je različne predmete: Osnove bibliotekarstva, Sodobno organiziranost, Knjižnični marketing in Knjižnični management. Sodeloval je pri izrednem in podiplomskem študiju ter izobraževanju šolskih knjižničarjev. Bil je namestnik predstojnika Martina Žnideršiča. V študijskih letih 1999/00-2003/04 je bil predstojnik oddelka. Veliko truda je vložil v razvoj izobraževanja bibliotekarjev in razvoja našega oddelka. Izpeljal je ustanovitev enopredmetnega študija bibliotekarstva s prvim vpisom v študijskem letu 1996/7. Zasnoval je magistrski študij, s prvim vpisom leta 1997/8 in doktorski program s prvim vpisom leta 1995. Med drugim je bil tudi prodekan za študijske zadeve FF in predsednik Knjižničnega sveta Univerze v Ljubljani.
Pri njem je diplomiralo 150 bibliotekarjev in bibliotekark. Mentor je bil pri 12 znanstvenih magisterijih in pri enem doktoratu (glej bibliografijo spodaj).
Dal je pobudo za Berčičevo nagrado, ki jo je oddelek podeljeval za najboljša diplomska dela. Prva nagrada je bila podeljena leta 2002. Zasnoval je knjižno zbirko Bibliothecaria. Prvi zvezek je izšel leta 1996. Pod njegovim vodstvom je zbirka hitro napredovala. Do leta 2006, torej v desetih letih, je izšlo petnajst zvezkov (osebna komunikacija Urbanija-Šauperl, februar 2025).
Za učbenik Metodologija izdelave tezavra  je prejel nagrado Kalanovega sklada za leto 1997. Ta učbenik, prvi zvezek iz zbirke Bibliothecaria, je prosto dostopen v Digitalni knjižnici Slovenije (dLib.si).
Aktiven je bil tudi v stanovskem društvu: predsedoval je častnemu razsodišču Zveze bibliotekarskih društev Slovenije (ZBDS) in Komisiji za Čopova priznanja in diplome .
Iz nemščine prevaja teološko, filozofsko in družboslovno strokovno literaturo (npr. Uvod  v krščanstvo Papeža Benedikta XVI (COBISS) ter prevaja in ustvarja književna dela za otroke in odrasle (npr. Urmal, mamutov prijatelj v besedilu (COBISS)  in v stripu z Miho Hančičem (COBISS), roman o prisilno mobiliziranih v nemško vojsko med drugo svetovno vojno Soldat Klement (COBISS)).